# Sterna
Sterna là một chi chim trong họ Laridae.